# Chris Farlowe

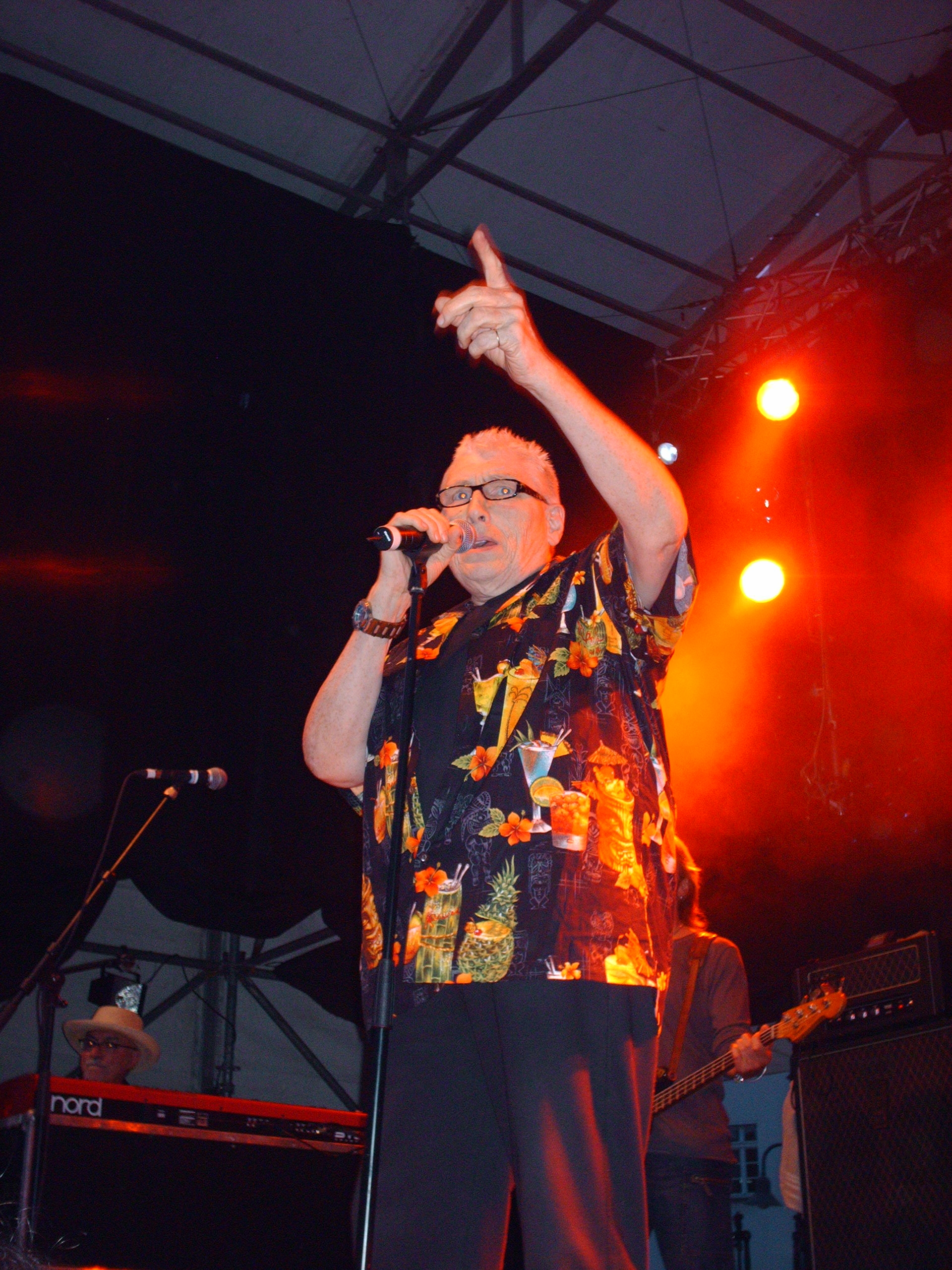
Chris Farlowe 2008

Chris Farlowe, de son vrai nom John Henry Deighton, né le 13 octobre 1940 à Islington, au Nord de Londres, est un chanteur rock, blues et soul britannique. Il est populaire dans les années 1960 et '70 et connait son plus grand succès avec la chanson Out of Time des Rolling Stones en 1966. Il a aussi chanté avec les groupes britanniques Colosseum et Atomic Rooster. Cet article a été partiellement traduit du Wikipedia anglophone consacré à Chris Farlowe.

## Biographie
Inspiré par Lonnie Donegan, Chris Farlowe commence sa carrière en 1957 dans un groupe de skiffle, le John Henry Skiffle Group. Par la suite, il rejoint le Johnny Burns Rhythm and Blues Quartet en 1958, il y restera pendant toute l'année. Puis en 1959, il fait la rencontre du guitariste Bob Taylor qui le dirige vers le groupe The Thunderbirds qui ont déjà enregistré cinq singles pour le label Columbia. Auparavant, il sort un single sur le label Sue une filiale des disques Islands sous le pseudonyme de Little Joe Cook, une interprétation de Stormy Monday Blues, perpétuant le mythe qu'il était un chanteur noir. Le groupe The Thunderbirds aura accueilli à différents moments dans sa carrière des musiciens comme Albert Lee à la guitare, Dave Greenslade aux claviers du futur groupe Greenslade, l'organiste Pete Soley, Ian Hague qui sera le premier batteur de The Nice, ainsi que Carl Palmer, futur Crazy World of Arthur Brown, Atomic Rooster et Emerson, Lake & Palmer également à la batterie. Andrew Loog Oldham le remarque et l'engage pour son label Immediate. Il reprend plusieurs chansons des Rolling Stones, dont Out of Time, qu'il classe numéro un des ventes en Grande-Bretagne en 1966. Il reprend aussi d'autres chansons des Rolling Stones, Paint It Black, (I Can't Get No) Satisfaction, Think et Ride on baby puis une des Small Faces, My Way Of Giving composée par Ronnie Lane et Steve Marriott. Par la suite, il publie plusieurs albums solo puis il collabore avec Colosseum de façon épisodique, d'abord de 1970 à 1971, puis de 1995 à 1997, et finalement en 2003, 2007 et 2014. Entretemps, en 1972, il se joint au groupe Atomic Rooster, avec le claviériste Vincent Crane.

## Discographie

### Chris Farlowe & The Thunderbirds

#### Albums studios
- Chris Farlowe And The Thunderbirds 1964
- The Fabulous Chris Farlowe 1966
- The Art of Chris Farlowe 1966 - Avec Albert Lee, Carl Palmer, Mick Jagger, Pete Solley, etc.
- Chris Farlowe & The Thunderbirds Featuring Albert Lee 1977 - Réédition du premier album de 1964.
- Born Again 1986
- Bursting Over Bremen 2014

#### Compilations
- Stormy Monday 1966
- Buzz With The Fuzz 1987
- Dig The Buzz, First Recordings '62 - '65 2001

#### Bande sonore
- Tonite Let's All Make Love in London 1968 - Deux chansons apparaissent dans ce film de Peter Whitehead, Out of time & Paint it black.

### Solo

#### Albums studio
- 14 Things To Think About 1966
- Paint it Farlowe 1968
- Chris Farlowe 1968
- The Last Goodbye 1969
- From Here To Mama Rosa 1970
- Out of the blue 1985
- Farlowe 1991 - Avec Albert Lee, Alvin Lee, Boz Burrell, Clem Clempson, Vicki Brown, Sam Brown, etc.
- Waiting In The Wings 1992 - Avec Alvin Lee, Geoff Whitehorn, Clem Clemson, Boz Burrell, Leo Lyons, etc.
- Lonesome Road 1995
- Glory Bound 2000
- Farlowe That! 2003
- Hungary For the Blues 2005
- Hotel Eingang 2008
- As Time Goes By 2013

#### Albums live
- Live In Berlin 1991
- BBC In Concert 1996
- Chris Farlowe At Rockpalast 2006

#### Compilations
- The Best of Chris Farlowe 1967
- Out Of Time - The Best Of Chris Farlowe  1978

### Colosseum

#### Albums studios
- Daughter of Time 1970 - Chris au chant sur 5 chansons
- Bread and Circuses 1997
- Tomorrow's Blues 2003
- Theme For A Reunion 2007
- Time On Our Side 2014

#### Albums live
- Colosseum Live 1971
- Colosseum LiveS – The Reunion Concerts 1995

### Atomic Rooster
- Live in London 1972
- Made in England 1972
- Nice 'n' Greasy 1973
- Little Live Rooster  1989 - Enregistré à Londres en 1972.
- BBC Radio 1 Live In Concert 1993 - Enregistré au Paris Theater de Londres, le 27 juillet 1972.
- Devil's Answer 1998 - Avec Carl Palmer. Sessions pour la BBC de 1970 à 1981.
- The Devil Hits Back 1991 - Chris au chant sur Breakthrough.

### Jimmy Page
- Death Wish II 1982 - Chris chante sur deux pièces.
- Outrider 1988 Chris chante trois chansons. - Avec Tony Franklin, Robert Plant, John Miles, Barrymore Barlow et Jason Bonham.

### Van Morrison
- 2017 : Roll with the Punches - Chris sur 4 chansons, dont 3 avec la guitare de Jeff Beck.